# Schulzensee (Sperenberg)
Der Schulzensee ist ein etwa 3 ha großer See nahe der Gemeinde Am Mellensee im Landkreis Teltow-Fläming, Brandenburg (Deutschland). 

## Geografische Lage
Der See befindet sich rund 40 km (Luftlinie) südlich von Berlin-Mitte im Forst Kummersdorf westlich von Kummersdorf (kleiner Ortsteil von Am Mellensee) bzw. westnordwestlich von Sperenberg (ebenfalls ein Ortsteil von Am Mellensee). Geomorphologisch betrachtet liegt der See in einem Becken, einer abflusslosen Hohlform der Erdoberfläche. 
Ungefähr zwei Kilometer (Luftlinie) nordöstlich des Schulzensees befindet sich beim kleinen Alexanderdorf die Benediktinerinnenabtei St. Gertrud, die 1934 gegründet und 1984 zur Abtei erhoben wurde. Etwa genauso weit entfernt südlich des Sees liegt das Gelände des ehemaligen Militärflugplatz Sperenberg, der bis zum endgültigen Abzug der sowjetischen Truppen (1994) der Öffentlichkeit nicht zugänglich war. In den 1990er-Jahren wurde darüber diskutiert diesen zum Großflughafen Berlin-Brandenburg auszubauen.

## Naturschutzgebiet
Der Schulzensee ist von einem Naturschutzgebiet umgeben. Schon 1916 wurde das Gebiet am Schulzensee durch die hiesige Forstbehörde unter Naturschutz gestellt und 1937 nach dem Naturschutzgesetz des Deutschen Reichs anerkannt. 

## Flora
Auf und um den Schulzensee, der von waldreicher Landschaft umgeben ist, befinden sich zahlreiche Wasser- und Feuchtgebietspflanzen, dazu gehören: Farne, Moorbirken, Moosbeeren, Pfeifengras, Schilf, Schwarzerlen, Sonnentau, Waldkiefern, Wassernabel und Wollgras.

## Verkehrsanbindung
Der Schulzensee befindet sich im Forst Kummersdorf abseits von Straßen, er ist allerdings über verschiedene Forst- und Wanderwege – zum Beispiel von Kummersdorf oder Sperenberg kommend – zu erreichen. 
Koordinaten: 52° 9′ 13″ N, 13° 18′ 50″ O